# ديفيد إيفانز (منافس ألعاب قوى)
ديفيد إيفانز (بالإنجليزية: David Evans)‏ هو منافس ألعاب قوى أسترالي، ولد في 20 سبتمبر 1967.

## روابط خارجية
- ديفيد إيفانز على موقع Paralympic.org (الإنجليزية)